# Museo Nacional de Escultura

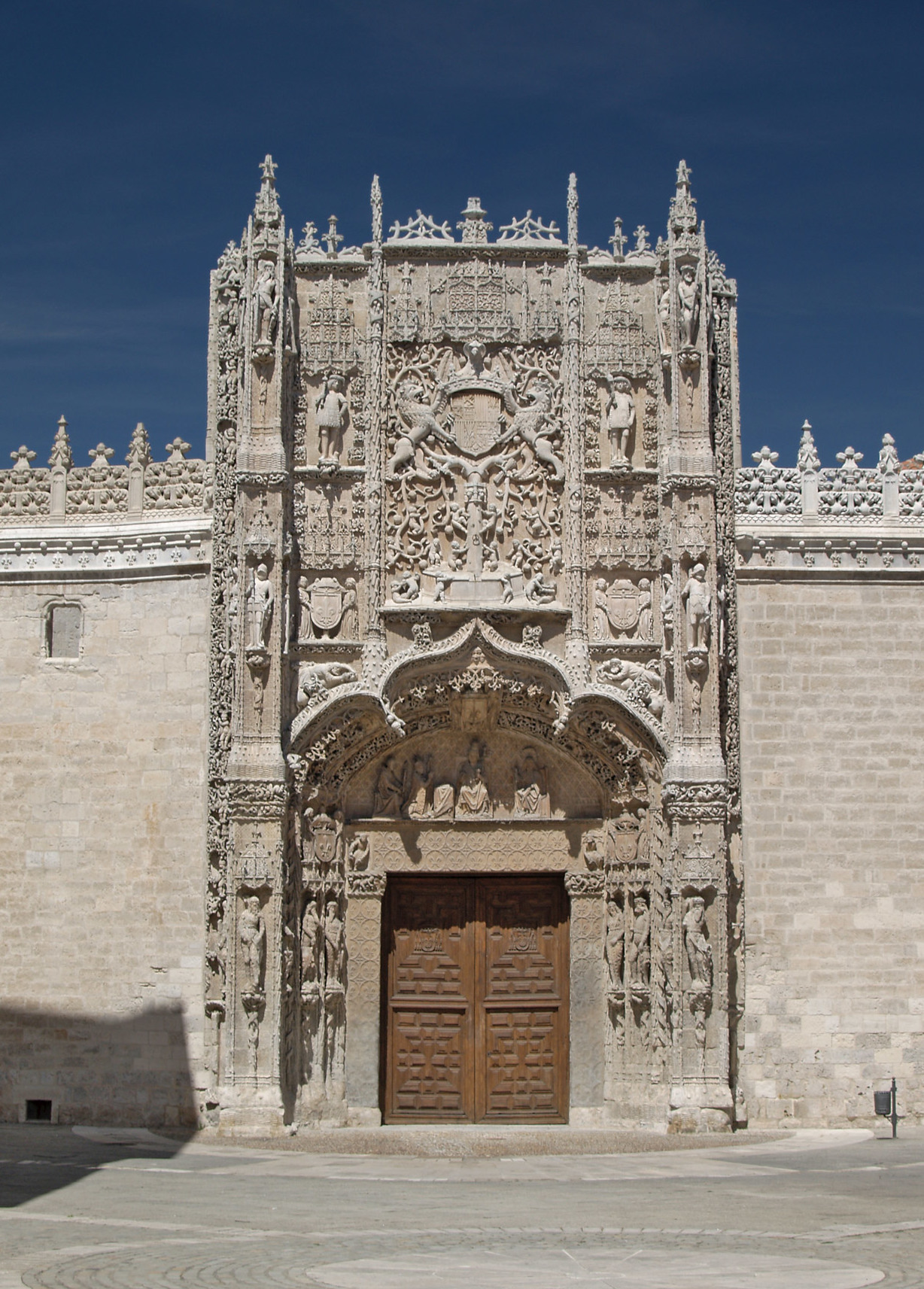
Colegio de San Gregorio, Portal

Das Museo Nacional Colegio de San Gregorio ist ein Museum religiöser Skulpturen und Bildnisse in Valladolid (Spanien). Seine Sammlung umfasst Werke vom Spätmittelalter bis zum 19. Jahrhundert. Bis zum Juli 2008 hieß das Museum offiziell Museo Nacional de Escultura, doch enthält es auch Gemälde von hoher Qualität (Peter Paul Rubens, Francisco de Zurbarán, Luis Eugenio Meléndez).

## Geschichte

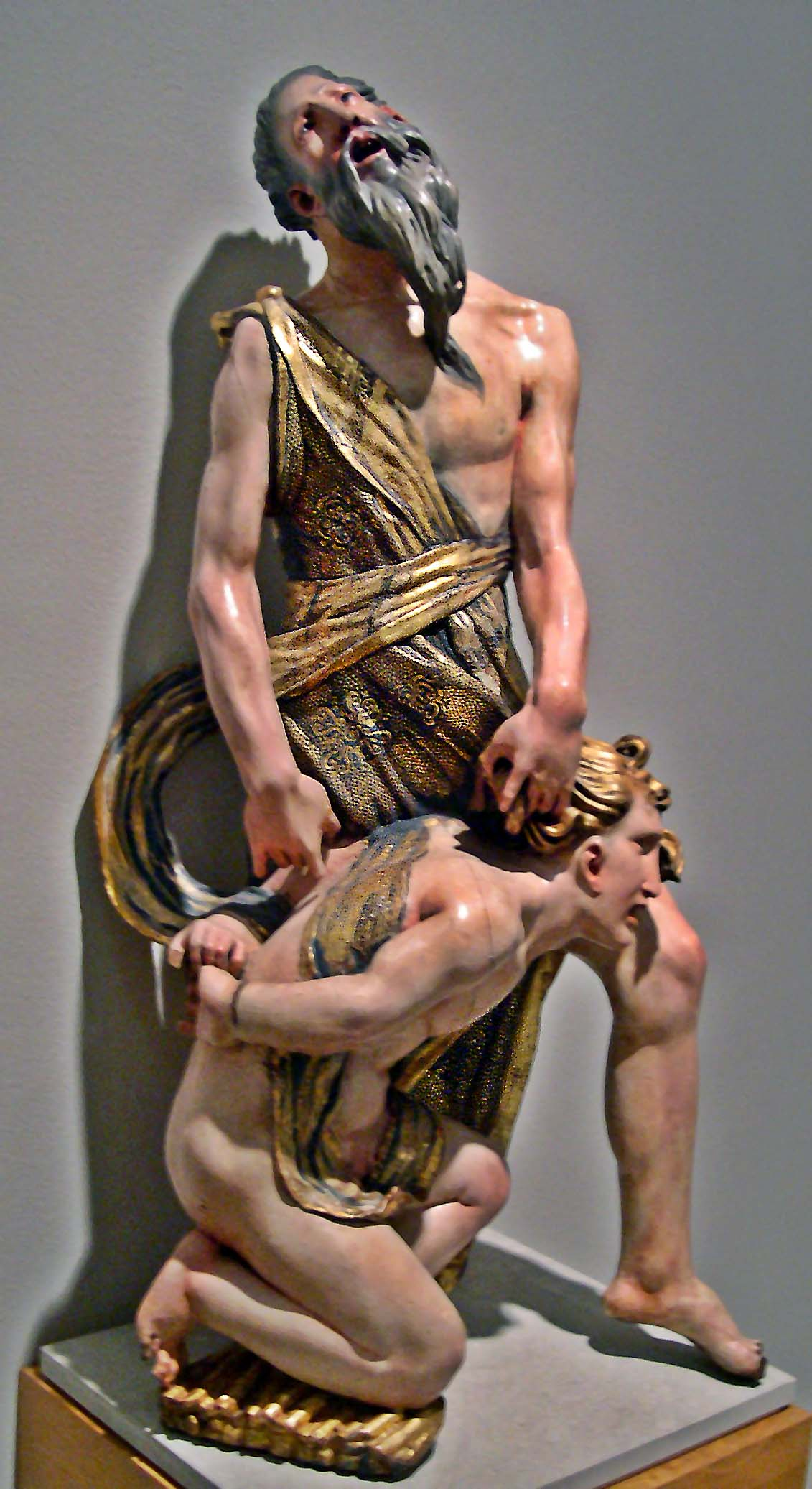
Alonso Berruguete: Abraham opfert Isaak

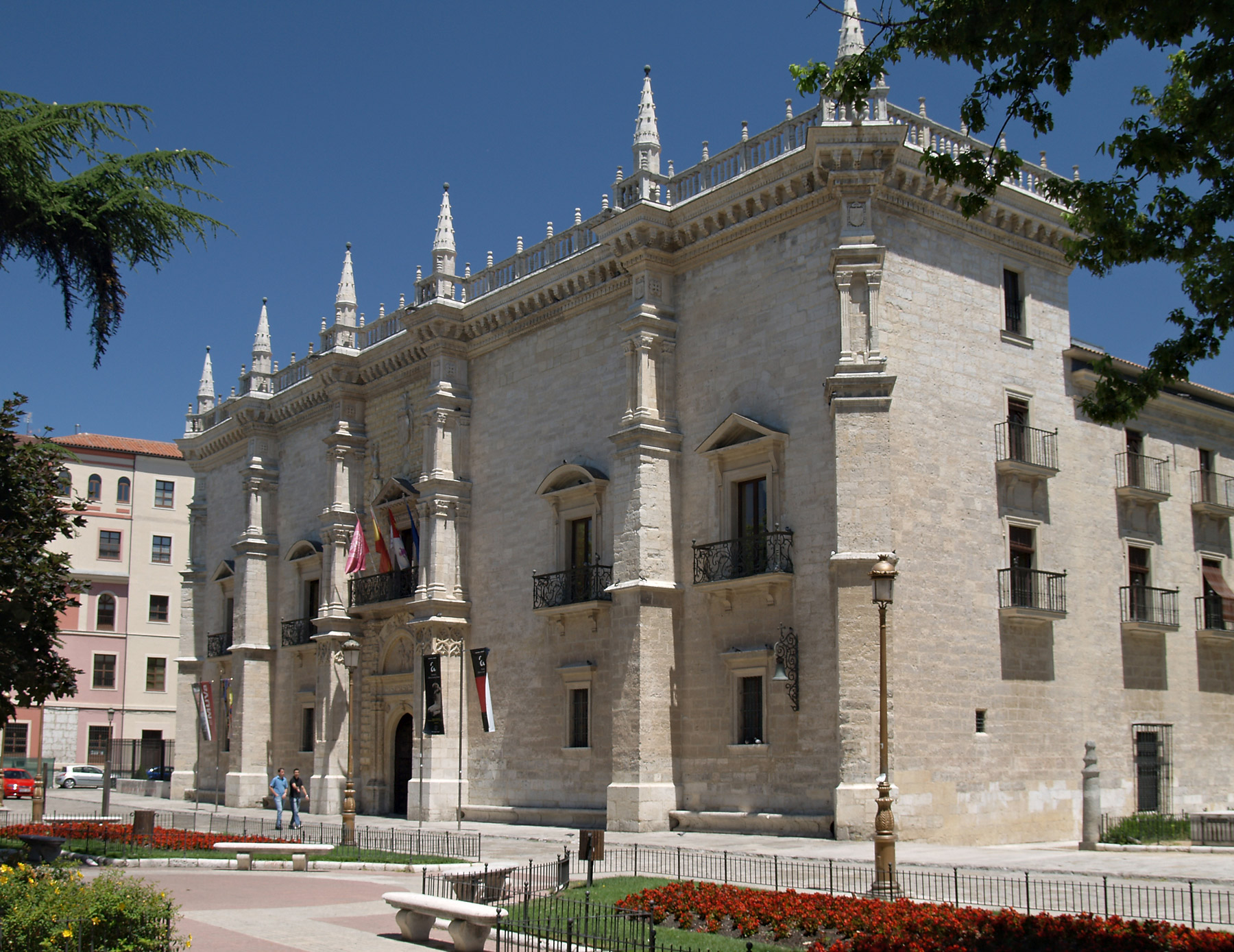
Palacio de Santa Cruz

Das Museum zählt zu den ältesten spanischen Museen. Seine Gründung erfolgte 1842 als Museo Provincial de Bellas Artes. Es nahm zahlreiche Kunstwerke aus Kirchen und Klöstern auf, die 1836 vom liberalen Regime aufgelöst wurden. Sein erster Sitz war der Palacio de Santa Cruz in Valladolid.
Wegen der herausragenden Qualität seiner Sammlung erhielt das Provinzialmuseum der Schönen Künste 1933 den Titel Nationalmuseum und wurde dem Kulturministerium unterstellt. Maßgeblich verantwortlich dafür war der Historiker Ricardo de Orueta, der auch die Übersiedlung ins Colegio de San Gregorio veranlasste. 
Seit 1990 findet eine umfassende Reorganisation und Erweiterung statt. Die dafür zuständigen Architekten Fuensanta Nieto und Enrique Sobejano von Nieto Sobejano Arquitectos erhielten für ihr Werk den nationalen Denkmalschutzpreis 2007 (Premio Nacional de Restauración de y Conservación de Bienes Culturales). Am 18. September 2009 wurde das Museum neu eröffnet. Es umfasst jetzt das Colegio de San Gregorio (aus dem Ende des 15. Jahrhunderts), den Palacio de Villena und den Palacio del Conde de Gondomar (von 1540) sowie die Kirche von San Benito el Viejo.

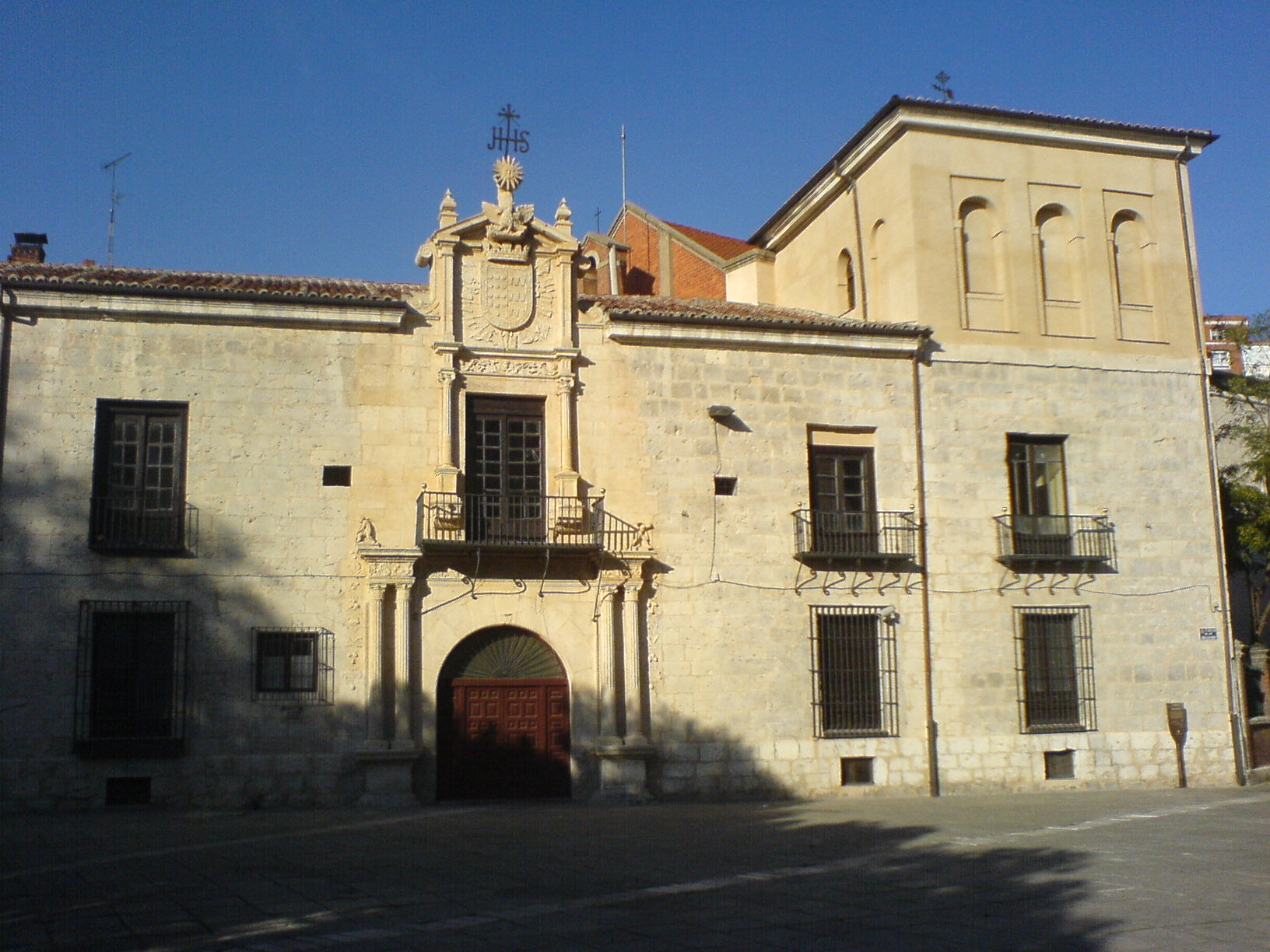
Palacio del Conde de Gondomar, auch Casa del Sol

In den Sammlungen vertreten sind unter anderem Jorge Inglés, Rodrigo Alemán, Alejo de Vahía, Rodrigo de Holanda, Diego de Siloé, Felipe Bigarny, Alonso Berruguete, Juan de Juni, Francisco Giralte, Gregorio Fernández, Pedro de Mena, Juan Martínez Montañés und Diego Rodríguez.